# 辩证法可否用来碎大石？
《辩证法可否用来碎大石？》（法語：La Dialectique peut-elle casser des briques ?，或译《辩证法能否碎大石？》）是一部于1973年上映的情境主义电影，由法国导演魏延年制作，基于1972年《唐手跆拳道》重新配音。该片以《唐手跆拳道》中的剧情和打斗为背景，探讨了阶级斗争的发展历史。该片的重新配音及拍摄技术被认为属于“将旧有作品以颠倒的方式重新创作”的“異軌”手法。魏延年希望借本片的改编批判文化霸权，表达颠覆性的革命理念。
重新配音后，故事的重点变为了国家资本主义内无产者和官僚之间的冲突。无产者利用辩证法来对抗压迫者，而官僚们则通过又打又拉保护自己。片内提到了诸多社会主义者和左翼概念，如卡尔·马克思、毛泽东、异化、五月风暴等。
60年代的情境主义运动认为，资本主义的持续存在有赖于这个系统将生活经验变成“麻醉性的‘景观’，使人们永久异化”。而魏延年将马克思主义话语分散在一部武打片上，通过幽默的方式传递政治信息，迫使观众面对娱乐机制。